# Mosquée Bajrakli de Belgrade
Pour les articles homonymes, voir Mosquée Bajrakli.
La mosquée Bajrakli de Belgrade (en serbe cyrillique : Бајракли џамија у Београду ; en serbe latin : Bajrakli džamija u Beogradu), également connue sous le nom de Bayrakli, est une mosquée de Belgrade, la capitale de la Serbie. Elle est située dans le quartier de Dorćol, dans la municipalité urbaine de Stari grad. Construite entre 1660 et 1668, elle est inscrite sur la liste des monuments culturels de grande importance de la république de Serbie et sur la liste des biens culturels de la ville de Belgrade.

## Emplacement

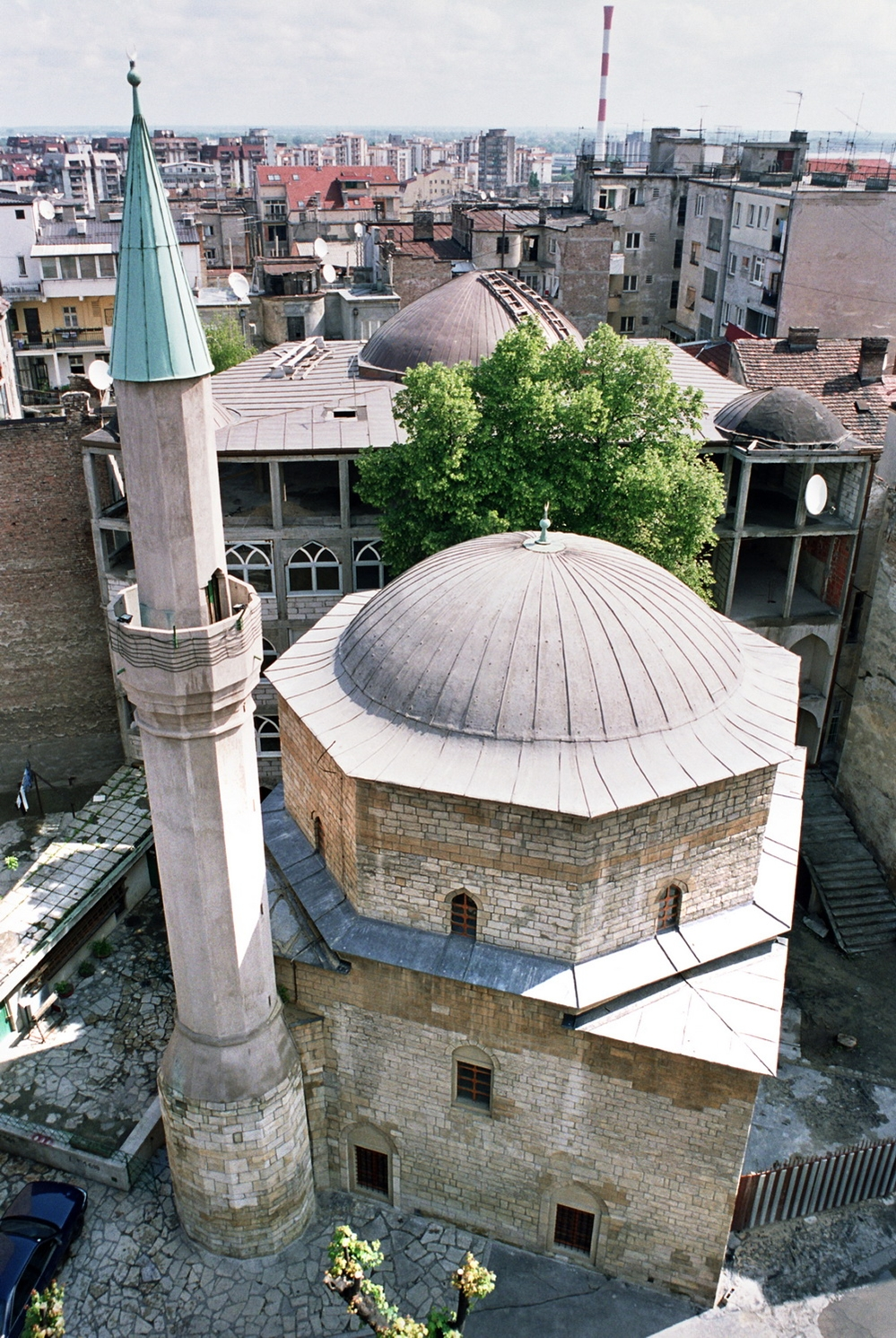
Autre vue de la mosquée

La mosquée Bajrakli est située 11 rue Gospodar Jevremova, dans le quartier le plus ancien de la capitale serbe ; elle est actuellement la seule mosquée de la ville, qui autrefois en comptait 80 et qui, en tout, abritait 273 lieux de culte musulmans au temps de la présence ottomane.

## Histoire
Le nom de la mosquée, « Bajrakli », lui a été donné au XVIIIe siècle ; il vient d'un mot turc « bayrak » qui signifie « le drapeau » ; « Bayrakli » signifie ainsi « avec un drapeau ». Il rappelle l'étendard que l'on hissait sur cette mosquée à l'heure de la prière et qui donnait le signal de la prière dans toutes les mosquées de la ville.
Quand les Autrichiens occupèrent Belgrade entre 1717 et 1739, la mosquée fut transformée en église catholique romaine ; quand les Turcs reprirent la ville, l'église servit à nouveau de mosquée.
Le 18 mars 2004, la mosquée Bajrakli a été incendiée lors des troubles de 2004 au Kosovo ; cet incendie constituaient des représailles face à la destruction d'églises orthodoxes serbes au Kosovo. La mosquée a depuis été restaurée, mais seulement en partie. Les neuf supporters inculpés pour cet incendie ont été acquittés en 2013.
Parmi plus de 60 mosquées et nombreux petits lieux de cultes islamiques (mescide), la Mosquée Bajrakli (1-4) dans la rue Gospodar Jevremova n°11 est le seul bâtiment d’architecture religieuse islamique à Belgrade préservé et actif. Elle est située sur une pente vers le Danube, près de l’intersection avec la rue Kralja Petra. Dans le temps elle dominait dans une ambiance de maisons basses de plain-pied dans le quartier commercial et artisanal de Zejreka à Belgrade.
Du voyageur ottoman Evliya Çelebi sont conservées les descriptions de Belgrade au XVIIe siècle dans lesquelles il évoque l’aspect de la ville durant la période de domination ottomane, avec une variété de bâtiments d’architecture islamique. La Mosquée Bajrakli a été décrite pendant la seconde moitié du XIXe siècle par les historiens et voyageurs Konstantin Jireček, Giuseppe Barbanti Brodano comme l’archéologue et ethnographe Félix Kanitz. Il est supposé que la Mosquée Bajrakli d'aujourd'hui a été construite sur l'emplacement d'une mosquée plus ancienne, probablement dans la seconde moitié du XVIIe siècle, comme la fondation du sultan turc Soliman II (1687-1691). Selon d’anciens rénovateur elle était d’abord nommée la mosquée de Čohadži-Hajji Alija et plus tard la mosquée Hussein-Cehaja, tandis que son nom actuel lui a été attribué à la fin du XVIIIe ou au début du XIXe siècle. Dans la mosquée Bajrakli, comme mosquée principale, était le Muvekit, l’homme qui calculait le temps hijra exact selon le calendrier islamique (qui commence de l’an 622, l’an de la hijra ou de la traversée du prophète Mahomet de la ville de Médine vers la Mecque) pour la détermination des jours saints, il a créé un mécanisme d’horloge et mettait en évidence le drapeau sur le minaret, en signe de début de prière dans tous les autres lieux de culte islamiques dans la ville de Belgrade. Au cours de la domination autrichienne, entre 1717-1739, elle a servi comme église cathédrale chrétienne, et avec le retour des Turcs en 1741, sa fonction initiale est restaurée. Au XIXe siècle, elle a été restaurée par les souverains de la dynastie Obrenovic, le Prince Mihailo et le Roi Aleksandar Obrenovic.
Le prince Mihailo Obrenovic ordonna en 1868 au ministre de l’Éducation et des Cultes de choisir l’une des mosquées existantes pour lui donner le droit d’accomplir les rites religieux musulmans, lorsqu’elle a été restaurée en plus de la mosquée la grange qui se trouvait à ses côtés. Le ministre de l’Éducation et des Cultes a transmis au Conseil d’état de la principauté de Serbie l’acte du 10 mai 1868, contenant les éléments suivants :
« Pour que les musulmans, qui ont leurs emplois à Belgrade, ne soient pas sans consolations religieuses, Sa Majesté a donné l’ordre que l’une des moquées locales soit réparée pour leur lieu de culte. En raison de cet important ordre, a été choisie comme la plus appropriée la mosquée « Bayrak » et le ministre délégué à la construction a comme à ma demande engagé des professionnels, pour que cette même mosquée, et une maison juste à côté, où le hodja habitera, soient inspectés... »
Par décret du prince Mihailo Obrenovic de mai 1868, le ministre de l’Éducation et des Cultes a été autorisé pour « donner au hodja 240 et au muezzin 120 thaler par an », quant aux personnels de la mosquée, ils vivaient grâce aux revenus de l’immobilier – des biens Waqf. Le premier imam et muezzin de la mosquée Bajrakli ont été élus la même année 1868.
Entre les deux guerres mondiales, la mosquée a aussi été restaurée par la municipalité de Belgrade, lorsqu’en en 1935 elle est protégée pour la première fois par le règlement sur la protection des antiquités de Belgrade. La restauration a été effectué à plusieurs reprises après la Seconde Guerre mondiale par le Comité national de la ville de Belgrade et l’Institut pour la protection et la recherche des monuments culturels, et à partir du milieu des années 1960 et l’Institut pour la protection des monuments culturels de la ville de Belgrade. Après de récentes dégradations en 2004 ont été effectués des travaux de conservations sur la réhabilitation et la restauration des façades en pierre avec la rénovation des ouvertures de fenêtre.

## Architecture
L’architecture de la mosquée convient au type de bâtiment plain-cubique avec une coupole et un minaret. Avec des murs massifs et quelques ouvertures, elle a été construite en pierre, et certains segments ont été faits de briques et de pierres. Le bâtiment a une base carrée, tandis que la coupole octogone est portée par des arches de sous-coupole orientales et des niches – trompes, avec une décoration modeste des consoles. Le nombre des ouvertures de fenêtre est inégal sur les façades, tandis qu’il y en a une de chaque côté du tambour de la coupole. Les porteurs de la sous-coupole et toutes les ouvertures sur le bâtiment se terminent par de caractéristiques ogives typiquement orientales. Sur l’extérieur du côté nord-ouest est positionné le minaret – une tour étroite avec un toit conique, avec une terrasse circulaire en haut, à partir de laquelle le muezzin appelle les fidèles à la prière. Face à l’entrée, à l’intérieur de la mosquée se trouve l’espace le plus sacré – le mirhab, une niche peu profonde avec une décoration élaborée de la voûte, placé dans la direction de la ville sainte de la Mecque vers le sud-est, tandis que la chaire en bois surélevée (minbar ou Mimbar) est positionnée à la droite du mihrab, dans le coin sud-ouest. Au-dessus de l’entrée se trouve une galerie en bois (mahfil) de laquelle on pénètre jusqu’à la serefe, la terrasse du minaret.
La décoration intérieure de la mosquée est très modeste. Les murs ne sont pas lissés avec des moulures peu profondes, des stylisations florales rares et des motifs géométriques. Il y a aussi des inscriptions calligraphiques de versets du Coran, ainsi que les noms des califes bien guidés, les quatre premiers successeurs de Muhammad, le prophète de l'islam. On trouve aussi des inscriptions des 99 noms de Dieu inscrits en arabe sur des panneaux spécialement sculptés, levha. Devant l’entrée de la mosquée il y a un porche d’arcade voûtée avec trois petites coupoles. Dans le jardin se trouve une fontaine pour les ablutions avant la prière, ainsi que l’école religieuse (madrasa) avec la bibliothèque. La Mosquée Bajrakli représente le principal centre culturel islamique à Belgrade. Aujourd’hui, elle est un peu cachée dans un environnement de bâtiments hauts dans la rue Gospodar Jevremova.

À cause de son ancienneté, de sa rareté, de sa conservation et de sa fonction initiale préservée, ainsi que sa représentativité de l’architecture religieuse et de la culture islamique, elle a été placée en 1946 sous la protection de l’État comme monument culturel, et en 1979 elle a été reconnue comme monument culturel d’une grande importance (décision, « journal officiel de la SRS » n°14/79).

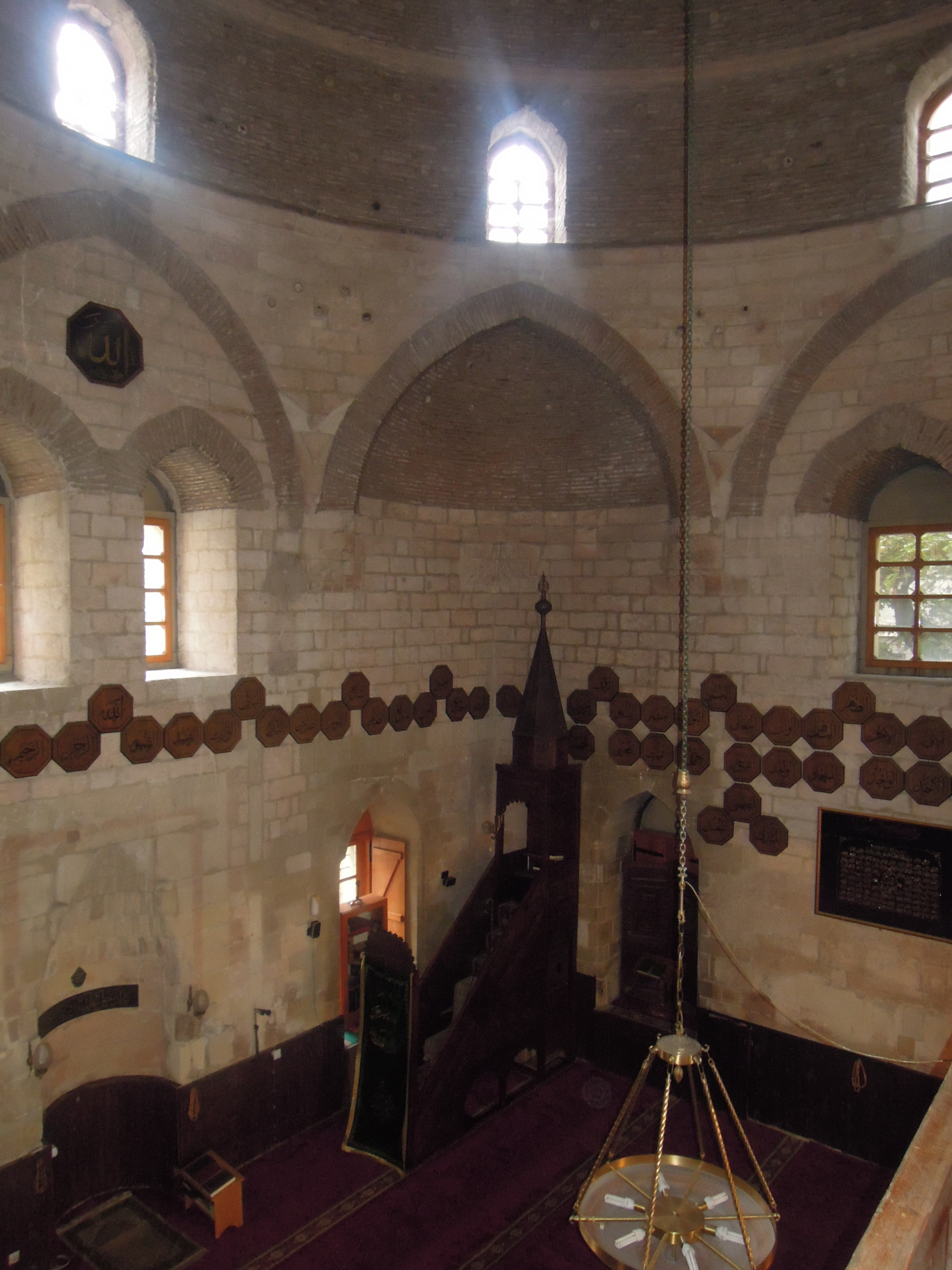
L'intérieur de la mosquée

## Littérature
1. Е.Челебија, Путопис: одломци о југословенским земљама I, Сарајево 1979. (17. век; Истанбул 1896)
2. Ф.Каниц, Србија – земља и становништво, књ.1, Београд 1986. (Лајпциг 1909)
3. А.И.Хаџић, Бајракли џамија у Београду, Годишњак Музеја града Београда бр.4, Београд 1957.
4. Ж.П.Јовановић, Из старог Београда, Београд 1964.
5. Р.Самарџић, Нови век: доба турске власти 1521-1804, у: Историја Београда 1, Београд 1974.
6. Д.Ђурић, Замоло, Београд као оријентална варош под Турцима 1521-1867, Београд 1977.
7. А.Талунџић, Бајракли џамија у Београду, Мост – часопис за образовање, науку и културу бр.183, 94-нова серија, Мостар 2005.
8. С.Богуновић, Архитектонска енциклопедија Београда XIX и XX века, Београд 2005.
9. М.Ђ.Милићевић, Топографске белешке, у: Стари Београд – путописи из XIX века, Београд 2005.
10. С.и Д.Вицић, Поздрав из Београда 1895 – 1941, књ. 1, Београд 2008.
11. Бајракли џамија, досије споменика културе, Документација Завода за заштиту споменика културе града Београда.

### Liens
- (en) Notice sur la mosquée Bajrakli sur le site de la ville de Belgrade
- (en) Zoran Manević, Article sur la mosquée Bajrakli